# Jødeforfølgelser
 Der er for få eller ingen kildehenvisninger i denne artikel, hvilket er et problem. Du kan hjælpe ved at angive troværdige kilder til de påstande, som fremføres i artiklen.

Jødeforfølgelser har fundet sted siden antikken. I 70 e. Kr. blev jøderne fordrevet fra deres land af romerne og Templet ødelagdes. Forfølgelserne fortsatte under diasporaen i middelalderens Europa og frem til i dag. Fra 1933 til 1945 var der systematiske jødeforfølgelser i Tyskland (Det Tredje Rige), som sidenhen er blevet kendt som Holocaust.

## Jødeforfølgelser i Europa
Det kristne middelalder-Europa så jøder som et fremmedelement, der repræsenterede en anden religion. Kirken, og dermed det meste af middelalderens samfund, gav ikke sjældent jøderne skylden for mange ulykker: Jøderne blev beskyldt for at være skyld i Jesus' død, jøderne anklagedes for at have myrdet kristne børn, og jøderne blev beskyldt for at forårsage naturkatastrofer. Da Pesten brød ud i 1348, blev jøderne også beskyldt for at have forårsaget Pesten. Dette førte ofte til pogromer:
11.-12. årh.: Massemord på jøder i Rheinlandet samt korstogsriddernes forfølgelse af jøder.
1215: Jøder i Europa bliver tvunget til at bære særligt tøj eller mærker.
1290: Jøder fordrives fra England.
1306: Jøder udvises af Frankrig.
1492: Jøder udvises af Spanien – medmindre de lader sig døbe.
1648: Nedslagtning af jøder i det nuværende Polen og Ukraine.
1711: Visse københavnere mente, at jøderne havde forgiftet brøndene i København.
1800-tallet: Den jødiske emancipation (frigørelse) i Tyskland, Danmark og andre vesteuropæiske lande.
1813: Den litterære Jødefejde i Danmark udbryder ved Thomas Thaarups oversættelse af det tyske antisemitiske skrift Moses og Jesus.
1819: I september udbrød Jødefejden i København, og her oplevede man for første gang et egentligt jødehad, der kom fra Tyskland. Det var antisemitiske optøjer og overgreb på danske jøder på grund af den politisk-økonomiske krise efter Napoleonskrigene og den dårlige økonomi i foråret og sommeren 1819. Urolighederne varede i ca. to uger med overfald på jøder og hærværk mod jødiske forretninger. De spredte sig til flere byer på Sjælland og til Odense, mens der i Jylland ikke forekom overgreb på jøder.
1881: Pogromer i Rusland efter mordet på zar Alexander 2. af Rusland. Nogle tusinde russiske jøder flygtede til Vesteuropa. Nogle få til Danmark.
1903-1919: Pogromer i Østeuropa. Hundredetusindvis af jøder flygtede til Vesteuropa og Nordamerika. Nogle få tusinde af disse flygtede til Danmark og bosatte sig her.
Jødeforfølgelsen i Europe kulminerede med Holocaust fra 1933 til 1945 hvor seks millioner jøder fra Tyskland og tysk-kontrollerede områder blev slået ihjel. Men også i senere tid er der sket jødeforfølgelser, for eksempel efter Seksdageskrigen, krigen mellem Israel og Egypten, Syrien og Jordan i 1967, hvor det i en årrække blev problematisk at være jøde bl.a. i Polen. Staten førte en kampagne mod jøder, og de blev beskyldt for at være zionister. Mange mistede deres job og flygtede ud af landet.

## Reference
The Cambridge history of Judaism (1984), W. D. Davies, Louis Finkelstein (ed.), LinkCambridge: Cambridge University Press.